# Chémery
Chémery település Franciaországban, Loir-et-Cher megyében. Lakosainak száma 944 fő (2022. január 1.). Chémery Billy, Châtillon-sur-Cher, Couddes, Méhers, Rougeou, Sassay és Soings-en-Sologne községekkel határos.

## Népesség
A település népességének változása:
| Lakosok száma | 1047 | 921  | 875  | 891  | 979  | 985  | 971  | 942  | 935  | 944  |
|               | 1968 | 1982 | 1990 | 2006 | 2013 | 2015 | 2017 | 2019 | 2020 | 2022 |